# Футбольная ассоциация Англии
Футбо́льная ассоциа́ция (англ. The Football Association, FA) — организация, осуществляющая контроль и управление футболом в Англии и коронных владениях Гернси, Джерси и Остров Мэн. Была основана в 1863 году и является старейшей футбольной ассоциацией в мире. Штаб-квартира Футбольной ассоциации располагается на стадионе «Уэмбли» в Лондоне.

## Общая информация
Футбольная ассоциация Англии является самой старой футбольной ассоциацией в мире, в этом статусе она способствовала формулированию современных правил футбола и занимает особое место в истории спорта. Является членом УЕФА и ФИФА, имеет постоянное место в Международном совете футбольных ассоциаций (англ. International Football Association Board (IFAB)). В отличие от других национальных футбольных ассоциаций, для неё не обязательно добавление национального обозначения в названии, и она может фигурировать просто как Футбольная ассоциация (ФА).
Все профессиональные футбольные клубы Англии должны быть членами Футбольной ассоциации. ФА ответственна за назначение руководителей мужской и женской национальных сборных, организацию Кубка Англии, самого престижного национального кубкового соревнования. Футбольная ассоциация не управляет напрямую Премьер-лигой и Английской футбольной лигой, но обладает правом вето на назначение руководящих должностей этих организаций, а также на изменение регламента и правил игры.
Футбольная ассоциация играет руководящую роль в развитии массового английского футбола, проводит программу поддержки футбола на любительском уровне и организовывает Национальную систему лиг.
Оборот Футбольной ассоциации 31 декабря 2004 года составлял 206,1 млн фунтов, из которых 176,9 млн были получены от продажи телевизионных прав (в основном от прав на трансляцию Кубка Англии и матчей сборной Англии).

## История

Герб Футбольной ассоциации Англии, предоставленный 9 января 1979 года.

Футбольная ассоциация Англии была создана 26 октября 1863 года на собрании представителей одиннадцати английских футбольных клубов и школьных команд в лондонской таверне «Вольные каменщики» (Freemason’s Tavern) на Грейт-Куин-стрит. Организатором встречи был капитан клуба «Барнс» Эбенезер Кобб Морли, который дал объявление в газете Bell’s Life. Целью встречи было «способствование выработке единых правил футбола». Основателями ФА стали клубы «Барнс», «Сивил Сервис», «Крусейдерс», «Форест оф Лейтонстон» (позднее переименованный в «Уондерерс»), «Ноу Нейм Килберн», «Кристал Пэлас», «Блэкхит», «Персивал-хаус», «Сербитон», а также команды школ из Кенсингтона и Блэкхита. Школа Чартерхаус прислала своего капитана Б. Ф. Хартшорна в качестве наблюдателя. Большинство этих клубов и команд сегодня не существует или играет в регби.
Первым президентом ФА был избран капитан клуба «Ноу Нейм Килберн» Артур Пембер, а Эбенезер Морли стал секретарём.
Уже на третьем заседании Футбольной ассоциации были окончательно сформулированы законы и правила игры, принятые 1 декабря 1863 года, согласно которым игра руками ограничивалась только ловлей мяча. На шестом заседании был назначен первый комитет ФА. В него вошли: мистер Джон Ф. Олкок («Форест Клаб»), мистер Уоррен («Уор-Офис»), мистер Тернер («Кристал Пэлас»), мистер Стюард («Крусейдерс») и мистер Фрэнсис Кэмпбелл («Блэкхит») на должности казначея. Также на этом собрании произошёл «раскол» между направлением развития игры, которое выбрала Футбольная ассоциация и направлением, которое в 1871 году организовалось в Регбийный союз.
Признание Футбольной ассоциации и игры по единым правилам проходило с большим трудом. Однако постепенно правила ассоциации совершенствовались: в 1865 году на воротах появилась верёвка, ограничивающая их высоту, а в 1871 году было введено Правило, разрешающее играть руками только вратарю. В 1871 году был также учреждён Кубок Футбольной ассоциации (Кубок Англии) — старейший футбольный турнир, который проводится до сих пор.

## Турниры
Футбольная ассоциация Англии является организатором следующих турниров:
- Кубок Англии
- Трофей Футбольной ассоциации
- Ваза Футбольной ассоциации
- Женский кубок Англии
- Женский кубок лиги Футбольной ассоциации
- Молодёжный кубок Англии
- Суперкубок Англии

## Руководство

### Президенты ассоциации
Президентство в Футбольной ассоциации является почётным статусом, которым с 1939 года обладает один из членов британской королевской семьи.
1. Артур Пембер (1863—1867)
2. Эбензер Кобб Морли (1867—1874)
3. Фрэнсис Мариндин (1874—1890)
4. Артур Киннэрд (1890—1923)
5. Джон Клегг (1923—1937)
6. Уильям Пикфорд (William Pickford) (1937—1939)
7. Александр Кембридж, граф Атлон (1939—1955)
8. Филипп, герцог Эдинбургский (1955—1957)
9. Генри, герцог Глостерский (1957—1963)
10. Джордж Ласеллс, граф Хэрвуд (1963—1971)
11. Эдвард, герцог Кентский (1971—2000)
12. Эндрю, герцог Йоркский (2000—2006)
13. Уильям, принц Уэльский[6] (с 2006 года)

### Председатели ассоциации
1. Джон Клегг (1890—1937)
2. А. Г. Хайнз (A. G. Hines) (1937—?)
3. М. Фроуд (M. Frowde) (?)
4. Эймос Брук Херст (Amos Brook Hirst) (?—1955)
5. Артур Дрюри (1955—1961)
6. Грехэм Доггарт[англ.] (1961—1963)
7. Джо Миэрс[англ.] (1963—1966)
8. Эндрю Стивен[англ.] (1967—1976)
9. Гарольд Томпсон[англ.] (1976—1981)
10. Берт Милличип[англ.] (1981—1996)
11. Кит Уайзмен (Keith Wiseman) (1996—1999)
12. Джефф Томпсон[англ.] (1999 — 31 января 2008)
13. Дэвид Трисман (31 января 2008 — 16 мая 2010)
14. Дэвид Бернштайн[англ.] (25 января 2011—2013)
15. Грег Дайк[англ.] (2013—2016)
16. Грег Кларк[англ.] (2016—2020)
17. Питер Маккормик[англ.] (2020—2022) (временный)
18. Дебби Хьюитт[англ.] (2022 — н. в.)

### Совет директоров (текущий)
- Председатель: Дебби Хьюитт
- Генеральный директор: Майк Буллингем